# Copelatus feae
Copelatus feae är en skalbaggsart som beskrevs av Régimbart 1888. Copelatus feae ingår i släktet Copelatus och familjen dykare. Inga underarter finns listade i Catalogue of Life.